# Ron Meyer (SP)
Ron Meyer (Heerlen, 21 oktober 1981) is een Nederlands politicus en vakbondsbestuurder.
Meyer werd landelijk bekend als actieleider van lange stakingen van schoonmakers. Hij was van 2006 tot 2022 gemeenteraadslid en fractievoorzitter namens de Socialistische Partij (SP) in Heerlen. Van november 2015 tot en met 2019 was hij partijvoorzitter van de SP. Vanaf 1 april 2022 leidt Meyer het Nationaal Programma Heerlen-Noord, dat sociale achterstanden probeert aan te pakken.

## Levensloop

### Jeugd en vakbond
Meyer groeide op in een arbeidersgezin in de Heerlense volksbuurt Zeswegen. Zijn vader was koelmonteur, zijn moeder werkte als schoonmaakster. Hij studeerde van 1999 tot 2004 fiscaal recht in Maastricht. Hij werkte als schoonmaker bij de drukpers van het Limburgs Dagblad en als fiscalist bij Deloitte. In 2005 werd hij vakbondsbestuurder en campagneleider bij de FNV. In de jaren nadien werd Meyer bekend als actieleider bij stakingen van schoonmakers (de langste sinds de jaren 1930) en in distributiecentra van Albert Heijn en als geestesvader van jongerenvakbond Young & United die voor het eerst in 40 jaar het jeugdloon voor jonge volwassenen deels wist af te schaffen.
Meyer behoort tot de organizingschool in de vakbond. Volgens die filosofie moeten mensen zelf in staat worden gesteld om gezamenlijke vooruitgang te bereiken. Hij viel als jonge vakbondsbestuurder op met onorthodoxe acties: een bezetting door schoonmakers van station Utrecht Centraal, in een tank naar schoonmaakbedrijven van kazernes, schoonmaakdirecteuren terughalen naar de onderhandelingstafel met kamelen, de Gouden Drol voor de NS en een foto van een halfnaakt kabinet-Rutte II in de kranten als protest tegen het jeugdloon voor jonge volwassenen.

### Politiek
In 2002 werd Meyer lid van de SP en in 2006 werd hij gekozen in de gemeenteraad in Heerlen. Als voorzitter van de grootste fractie viel hij op door zijn inzet voor zorg en armoedebestrijding in de voormalige mijnwerkersstad. Ook zijn felle debatten met de vertegenwoordigers van de vastgoedwereld vielen op. Meyer verweet "foute vastgoedbazen" zijn stad te laten verloederen. In 2014 werd Meyer verkozen tot het beste raadslid van Nederland.
Op 28 november 2015 werd hij door de SP-leden verkozen tot partijvoorzitter van die partij als opvolger van Jan Marijnissen. In de SP was Meyer betrokken bij de oprichting van het Nationaal ZorgFonds. Voor zijn in 2018 verschenen boek Grip, over ontheemding en onbegrip in de samenleving, voerde hij gesprekken met honderd maatschappelijke leiders over de staat van Nederland. Meyer was verantwoordelijk voor de voor de SP slecht verlopen Europese Parlementsverkiezingen 2019. In de campagne richtte de SP zich met het verkiezingsspotje Hans Brusselmans direct op de geloofwaardigheid van PvdA-eurocommissaris en -lijsttrekker Frans Timmermans. De PvdA werd echter de grootste partij en de SP verloor haar twee zetels. Meyer kondigde daarop zijn vertrek aan als partijvoorzitter en werd eind 2019 in deze functie opgevolgd door Jannie Visscher.

### Vertrek uit politiek
In maart 2020 keerde hij terug bij de FNV als projectleider Organizing. In juni 2021 bracht hij het boek De onmisbaren uit, over de lage waardering die werknemers krijgen in onmisbare banen in bijvoorbeeld de zorgverlening, distributiecentra, pakketbezorging en vuilophaaldiensten. In december 2021 liet hij weten dat hij na de gemeenteraadsverkiezingen van 2022 stopt als raadslid in Heerlen. Vanaf april 2022 leidt Meyer het Nationaal Programma Heerlen-Noord; een samenwerking tussen rijksoverheid, gemeente, woningcorporaties, onderwijsinstellingen, zorgverzekeraar, politie en bewoners om de grote sociale achterstanden in de Heerlense wijk weg te werken en de leefomstandigheden te verbeteren.

### Sociale initiatieven
Samen met de Heerlense geschiedenisdocent Martin van der Weerden nam Meyer in 2017 het initiatief tot de Hub Cobben Prijs, een Limburgse prijs voor sociale rechtvaardigheid, genoemd naar mijnwerker en vakbondsleider Hub Cobben (1908-1976). De onderscheiding wordt sinds 2018 jaarlijks uitgereikt. In 2020 richtte hij met een groep supporters van Roda JC Kerkrade het ledencollectief Roda 1962 op. Dat collectief krijgt bij duizend leden instemmingsrecht bij de Limburgse voetbalclub.

## Publicaties
- Grip, in gesprek over de staat van ons land, Prometheus, 2018, ISBN 9789044638066
- De onmisbaren. Een ode aan mijn sociale klasse, Prometheus, 2021, ISBN 9789044648836

- Gemeinsame Normdatei: 1191858332
- International Standard Name Identifier: 0000 0004 7596 8542
- Parlement.com: vjzilr9gaspy
- Virtual International Authority File: 5404153289890732770003